# Лепін Анатолій Якович
Лепін Анатолій Якович (30 грудня 1907, Москва — 24 жовтня 1984, Москва) — радянський композитор латиського походження, автор понад 500 пісень, восьми оперет та інших музичних творів.
Особливо популярною стала музика Лепіна до кінофільмів, серед яких: «Ми з вами десь зустрічалися», «Дівчина без адреси», «Карнавальна ніч» та ін. Заслужений діяч мистецтв Латвійської РСР (1945 рік), автор музики гімну Латвійської РСР (1944). Нагороджений трьома орденами і кількома медалями. Член СК СРСР.

## Із життєпису
Народився 17 (30 грудня) 1907 року в Москві, куди незадовго до цього переселився його батько, настроювач музичних інструментів, латиш за походженням, Яків (Єкаб) Лієпіньш (Jēkabs Liepiņš).
У 1925 році Анатолій вступив до Державного технікуму кінематографії (майбутній ВДІК), але через рік перейшов до Музичного технікуму ім. братів Рубінштейнів. Далі продовжив навчання в нонсерваторії імені П. І. Чайковського, яку закінчив в 1936 році за спеціальністю «композитор» і був розподілений в Ташкентську консерваторію викладачем. Через два роки (1938) став викладачем Харківської консерваторії. Одночасно з академічною освітою захоплювався джазовою музикою і написав кілька пісень для Леоніда Утьосова і Н. А. Казанцевої.
У роки війни виїжджав на фронт з авторськими концертами. У 1945 році на запрошення голови Верховної Ради Латвійської РСР Августса Кірхенштейнса Лепін переїхав до Риги. Там він взяв участь в конкурсі з написання музики гімну Латвійської РСР, на якому переміг і став автором музики Державного гімну Латвійської РСР (вірші Ф. Я. Рокпелніса і Ю. Ванага). Працював для Латвійського музичного театру. Член ВКП (б) з 1949 року. З 1950 року жив у Москві за адресою: Огарьова, 13.